# Cycle troyen
 (avril 2022).

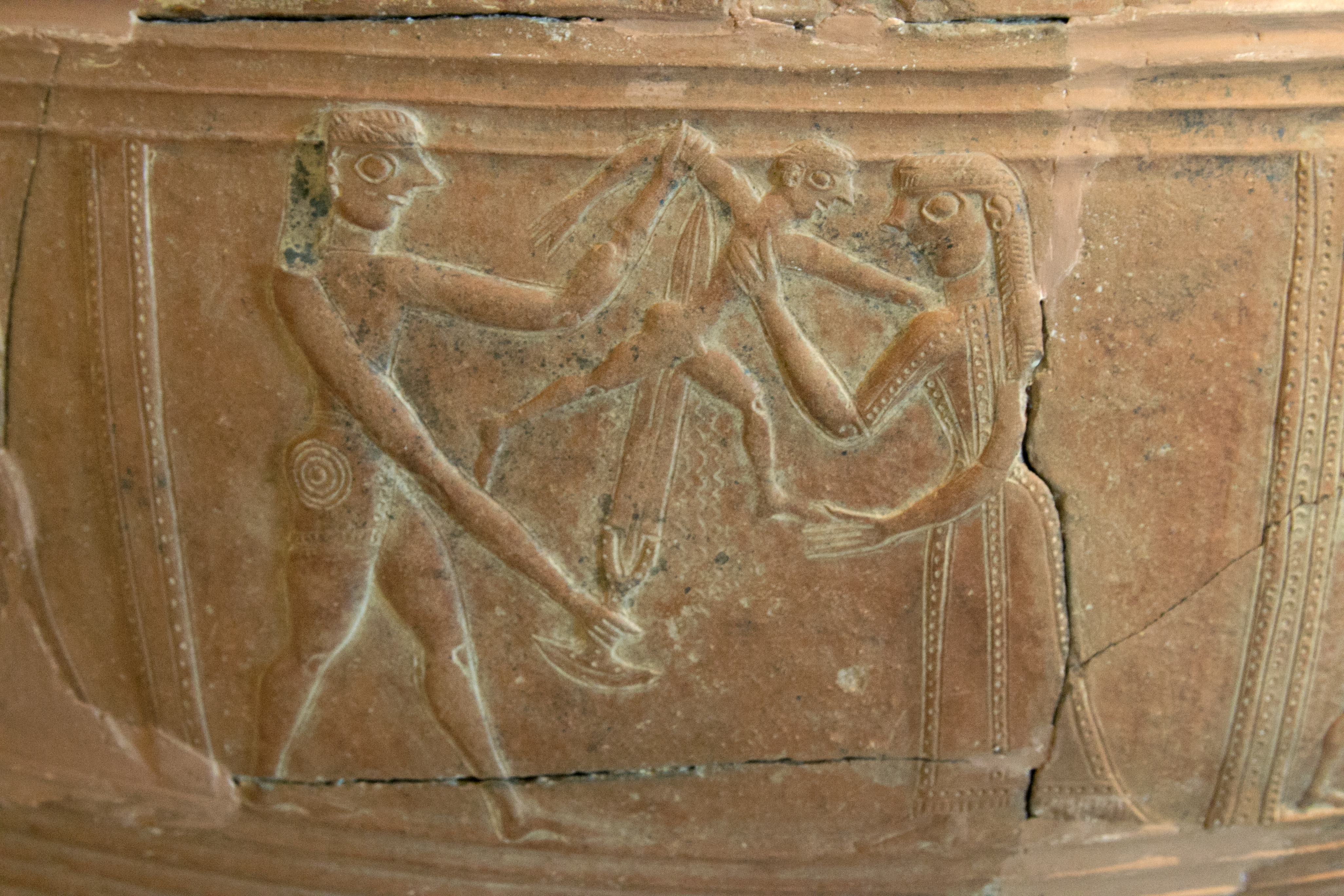
Scène inspirée du cycle troyen (meurtre d'Astyanax lors de la prise de Troie ?). Grand pithos archaïque en relief, vers 670 av. J.-C. Musée archéologique de Mykonos.

Cycle troyen, Cycle épique ou Cycle tout court, est le nom donné à un ensemble d'épopées narrant la guerre de Troie, de ses lointaines origines (la Titanomachie) jusqu'aux événements décrits par l’Iliade et l’Odyssée.
L'expression « Cycle épique » est parfois également utilisée pour désigner un ensemble d'œuvres plus important qui compte, outre le Cycle troyen, le Cycle thébain (histoire d'Œdipe, des Sept contre Thèbes et des Épigones) et la Titanomachie (récit théogonique non hésiodique).

## Le cycle
Les Anciens connaissaient, outre l’Iliade et l’Odyssée, nombre d’autres poèmes épiques, dont presque rien ne nous est parvenu. Toutefois, aussi bien le début que la fin de l'Iliade pourrait être précédé et suivi de poèmes. Ainsi la mort d'Hector serait suivie d'un poème intitulé l’Éthiopide, qui narre la lutte d'Achille contre la reine des Amazones Penthésilée, tandis que, selon Aristoxène de Tarente (IVe siècle av. J.-C.), il existerait une version plus courte de l'Iliade qui était une transition un poème précédent. Autrement dit, l'Iliade se placerait dans un ensemble de poèmes, regroupés — à une date que nous ignorons — en un « cycle ».
Nous avons perdu le texte de ces œuvres, dont il ne nous reste que 120 lignes, œuvres dues à différents poètes aux VIIe et VIe siècles av. J.-C.. Ces épopées ne nous sont connues que par des résumés de mythographes, en particulier ceux du philosophe Proclus dans sa Chrestomathie (Ve siècle ap. J.-C.), et de scholiastes.

### Contenu
Ce cycle de poèmes remontait aux origines des dieux, narrée dans une Théogonie et une Titanomachie, avant de présenter les péripéties de la Guerre de Troie, qui débutaient avec les Noces de Pélée et le jugement de Pâris présenté dans les Chants cypriens. L'Éthiopide prolongeait l’Iliade jusqu'à la mort d'Achille, tandis que la Petite Iliade et le Sac de Troie racontaient la chute de Troie. On a également une Épopée du retour (les Nostoi, « Retours ») présentant les aventures des héros grecs au cours de leur voyage de retour dans leur terre natale après la guerre, et finalement une Télégonie, qui offre une suite à l’Odyssée,. Il est possible que ces différents récits aient été structurés de façon à former un récit chronologique qui s'étendait donc du commencement du monde à la fin de l'âge héroïque.
Le tableau ci-dessous résume l'enchaînement des œuvres par rapport à l'histoire de la Guerre de Troie :
| Titre           |                                                  | Date présumée (av. J.-C.) | Récit                                                                                           |
| Chants cypriens | Stasinos                                         | VIe siècle                | Origine de la guerre (noces de Pélée et Thétis, jugement de Pâris) et ses neuf premières années |
| Iliade          | Homère                                           | VIIIe siècle              | Depuis le retrait d'Achille jusqu'aux funérailles d'Hector                                      |
| Éthiopide       | Arctinos de Milet                                | VIIe siècle               | De l'arrivée à Troie de Memnon jusqu'à la mort d'Achille                                        |
| Petite Iliade   | Leschès de Pyrrha                                | VIIe siècle               | Partage des armes d'Achille et introduction du cheval de Troie dans la ville                    |
| Le Sac de Troie | Arctinos de Milet                                | VIIe siècle               | La prise de Troie, jusqu'au sacrifice de Polyxène                                               |
| Retours         | Hégésias, Agias de Trézène, Eumélos de Corinthe… | VIIe – VIe siècle         | Le retour des héros grecs dans leur foyer                                                       |
| Odyssée         | Homère                                           | VIIIe siècle              | La quête de Télémaque, le récit du retour d'Ulysse et le massacre des prétendants de Pénélope   |
| Télégonie       | Eugammon de Cyrène                               | VIe siècle                | Suite de l’Odyssée : dernières aventures d'Ulysse jusqu'à sa mort                               |

### Influence
Bien qu'il semble qu'on les ait bien connus aux Ve et IVe siècles av. J.-C., ces poèmes ont disparu, probablement parce que leur qualité fut jugée bien moindre à celles des textes d'Homère, chose déjà relevée par Aristote dans sa Rhétorique. Cependant, ils n'en ont pas moins eu une réelle influence sur la littérature postérieure ainsi que sur les œuvres figuratives dans lesquelles on a, dès l'époque archaïque, mis en scène l'épopée homérique. Ainsi, on sait que les Chants cypriens furent la source de plusieurs tragédies, avec des scènes comme l'enlèvement d'Hélène, le jugement de Pâris, Télèphe (roi de Mysie qui combattit les Grecs), le sacrifice d'Iphigénie à Aulis.
Le matériau de ces épopées a été abondamment réutilisé par les auteurs postérieurs, comme Quintus de Smyrne. Certaines traces sont visibles dans les poèmes homériques : ainsi, les allusions aux Argonautes (Odyssée, XII, 69-72) ou encore l'épisode sur Méléagre (Iliade, IX, 543-599) peuvent être interprétés comme des allusions à d'autres œuvres bien connues de l'époque[réf. nécessaire].

## Les poètes cycliques
Ces épopées sont citées par les Anciens et attribuées à des poètes dits « cycliques » comme Panyasis (qui semble avoir été le dernier grand poète épique), Stasinos, Syagros, Agias de Trézène, Hégésias de Salamine, Eumélos de Corinthe, Arctinos de Milet, Eugammon de Cyrène ou encore Leschès de Pyrrha, plus ou moins contemporains d'Homère (VIIIe – VIIe siècle av. J.-C.).
Ces noms restent sujets à caution : jusqu'au Ve siècle av. J.-C., beaucoup de ces œuvres étaient attribuées à Homère lui-même. Par la suite, des savants comme Aristote prirent l'habitude de parler du « poète des Chants cypriens », par exemple, sans citer de noms. Ce ne fut qu'à l'époque hellénistique que des noms furent produits en grand nombre, souvent plusieurs pour une même œuvre.

## Datation
La datation des poèmes est également malaisée. Certaines traditions font des poètes cycliques des disciples d'Homère. Aristarque de Samothrace pense qu'ils furent postérieurs à Homère. D'après la Souda ou Eusèbe de Césarée, Arctinos de Milet vivait plutôt au VIIIe siècle, et les autres poètes cycliques le suivirent. Cependant, alors qu'Eusèbe dépeint Arctinos atteignant son apogée pendant la première olympiade, Cyrille de Jérusalem fait de cette période celle de sa naissance… Les dates fournies par les Anciens paraissent donc tirées au hasard.
La critique moderne a tenté une approche lexicologique. Cependant, on a pu lui reprocher un corpus insuffisant (quelques centaines de vers en tout pour l'ensemble du Cycle). En outre, les critiques ont abouti à des résultats variés et contradictoires. Ainsi, Malcolm Davies relève des atticismes dans le texte des Chants cypriens, alors qu'à l'issue d'une approche similaire, Richard Janko (en) date le poème du VIIe siècle.

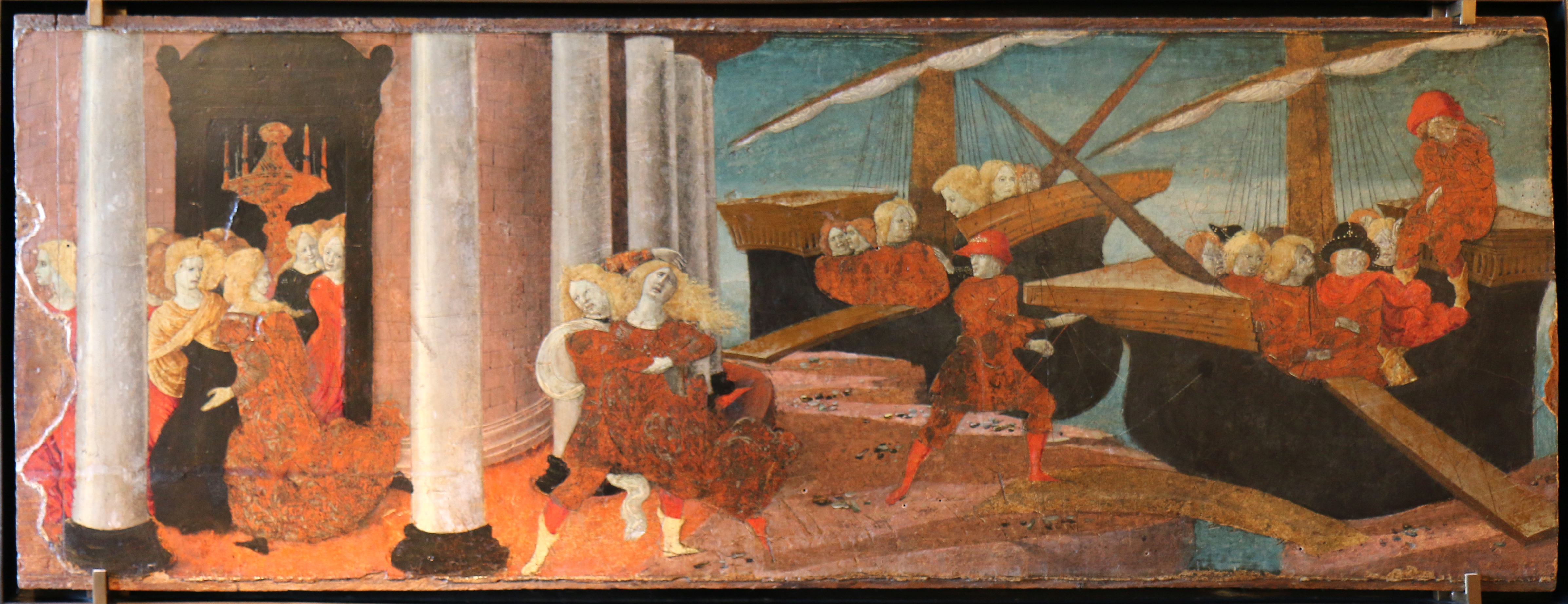
L'enlèvement d'Hélène, par Liberale da Verona, 1470. Musée du Petit-Palais.

#### Éditions
- Consulter la liste des éditions de cette œuvre .

#### Études
- (en) Jonathan S. Burgess, The Tradition of the Trojan War in Homer and the Epic Cycle, Baltimore, The Johns Hopkins University Press, 2001  (ISBN 080187890X).
- (en) Jasper Griffin, « The Epic Cycle and the Uniqueness of Homer », Journal of Hellenic Studies, vol. 97,‎ 1977, p. 39-53 (lire en ligne)
- (en) Malcolm Davies, The Greek Epic Cycle, Bristol, Bristol Classical Press, 1989  (ISBN 1853990396).
- (de) W. Kullmann, Die Quellen der Ilias (troischer Sagenkreis), Wiesbaden, Franz Steiner, 1998 (1re éd. 1960)  (ISBN 3515002359).
- Dimitris Michalopoulos, L'Odyssée d'Homère au-delà des mythes, Le Piré, Institut d'histoire maritime hellène, 2016  (ISBN 978-618-80599-2-4).
- (en) Dimitri Michalopoulos, « Peripeteia in the Atlantic: Ulysses’ voyages between Europe and America », Revista de História da UEG, vol. 6, no 2,‎ 2017, p. 1-20 (lire en ligne)
- Suzanne Saïd, Monique Trédé et Alain Le Boulluec, Histoire de la littérature grecque, Paris, PUF, coll. « Quadrige Manuels », 2019 [4e éd. mise à jour] (1re éd. 1997), 724 p. (ISBN 978-2-130-82079-6), p. 51-52